# 肘掛け椅子の将軍
肘掛け椅子の将軍（ひじかけいすのしょうぐん、英: Armchair general）とは、実際の軍事経験がほとんどないか全くないにもかかわらず、自身を軍事問題の専門家とみなす人物を表す軽蔑的な用語である。あるいは、実際の戦闘に参加しない軍事指揮官を意味することもある。

## 一般的な用法
この用語の最も一般的な用法は、「軍事経験がないにもかかわらず、自身を軍事戦略の専門家とみなす人物」を指す。
この人物は、軍隊や軍事史への接触が学術的か独学による研究のみの民間人であるか、または軍隊の元メンバーであっても低階級で、計画立案や戦略的意思決定の経験がない人物を指す。いずれの場合も、これらの個人は、過去にそのような分析や決定に責任を負ってきた軍事指揮官よりも、戦闘条件を分析し戦略的判断を下す能力が高いと主張する（肘掛け椅子理論化も参照）。

## 別の用法
この用語は、「積極的に戦争に関与していない、あるいは快適な場所や安全な場所から部隊を指揮する軍事指揮官」を表すためにも使用される。これらの将校の職務は、メディアや軍隊の他の人々によって、機能的というよりも官僚的であると描写され、戦闘や戦争の経験がほとんどないか全くないにもかかわらず、実際に戦闘に従事する兵士や指揮官に対して大きな権限を持っている。
この用語は、指揮官の階級（将軍や提督など）の将校にのみ適用されるわけではない。兵士やメディアの間では、階級によって特権を得ている高位の将校、特に戦闘任務ではなく高等教育や家族の影響力によって階級を得た将校を表す一般的な用語でもある。

### 起源
- カール・フォン・クラウゼヴィッツは「肘掛け椅子から作戦を追う人物」に言及している[2]。

### 肘掛け椅子の提督
「肘掛け椅子の提督」という変形には、海上での作戦（戦時の戦闘や平時の救助など）が、海の経験がない人々には十分に考慮されない制約や複雑さ（溺死の危険など）をもたらすという意味合いが加わっている。